# Siyin Chin jezik
Siyin Chin jezik (ISO 639-3: csy; siyang, siyin, sizang), sinotibetski jezik kojim govori oko 10 000 ljudi (1991 UBS) u planinama Chin u Burmi.
Pripada sjevernoj podskupini kuki-činskih jezika.

## Vanjske poveznice
- Ethnologue (14th)
- Ethnologue (15th)